# Sznofru
Sznofru (ur.: kb. i. e. 2613 – i. e. 2589) az ókori egyiptomi IV. dinasztia első uralkodójaként számon tartott uralkodó. Teljes neve Ptah-sznofru („Megszépítő Ptah”), előneve (Nebmaat(ré)) pedig az Igazság Ura jelentésű. Manethón királylistájában a Kerpherész vagy Szórisz névvel azonosítható. E nevekhez Iosephus Flavius és Sextus Julius Africanus is 26, illetve 28 év uralkodási időt társít. Kerpherészt a III, Szóriszt viszont a IV. dinasztiába sorolják. Ma már nem dönthető el megbízhatóan, hogy Sznofru személyével valóban új dinasztia kezdődött-e, hisz uralkodásának legfontosabb eseményeit a palermói kőnek nevezett töredékes bazaltsztéléről ismerjük, ami az V. dinasztia végéről – mintegy kétszáz évvel későbbről – származik.

## Személye
Sznofru családi kapcsolatait illetően az egyiptológusok ma csak annyiban egyeznek meg, hogy vélhetően Huni leánya, I. Hotepheresz volt a felesége. Ez esetben indokolt a személyével új dinasztiát kezdeni. Másik lehetőségként felmerül, hogy az ismert óegyiptomi gyakorlat szerint féltestvérét vette feleségül, így Sznofru is Huni gyermeke volt. Ebben az esetben is a leányági örökösödés révén juthatott trónra, de mégsem lenne indokolt új dinasztiát kezdeni vele. A probléma azért keletkezik, mert Kaiszareiai Euszebiosz történeti munkája szerint Sznofru ugyan memphiszi származású, de más királyi ágból ered. Ez a közlés kétértelmű, mert jelenthet távolabbi felmenőági rokonságot is, de éppúgy jelenthet féltestvéri viszonyt is.
Az egyiptológusok vélekedése szerint három fiát – Nofermaat és Kanefré, valamint egy ismeretlen nevű herceget – még életében elveszítette, ezért került trónra végül fiatalon egy késői gyermeke, Hufu.
Mai ismereteink szerint székhelye a mai Mejdúm falu közelében volt, amelynek ókori neve Dzsed Sznofru (Sznofru örök). Innen uralkodásának 15. évében mintegy 40 km-rel északabbra költözött Dahsúr mellé, ahol a dahsúri piramisokat is felépítette. A történettudomány máig megoldatlan kérdései között van, hogy a mejdúmi piramist Sznofru építette-e, vagy csak az építkezés valamelyik szakaszában vette át az elhunyt Huni helyett.
Az egyiptomi hagyomány Sznofru uralkodását sikeresnek, személyét jótékonynak őrizte meg.
Sznofrut gyakran csak Werneter (Nagy Isten) jelzővel említik a feliratok. Azonban erről nem tudni, hogy névként funkcionált, esetleg a titulatúra egy eleme (talán a későbbi Sza Ré – Ré fia cím előképeként), vagy egyszerűen csak állandó jelző.

## Háborúi
Líbiában, Núbiában és a Szinájon is hadakozott. A 8. uralkodási évében a líbiaiak ellen viselt hadat és az egyiptomiak 11 000 hadifoglyot és valamivel több mint 13 000 jószágot zsákmányoltak. A Núbia elleni hadjáratot uralkodásának 13. évében indította. A már akkor kis létszámú lakosság soraiból az expedíció 7000 hadifoglyot ejtett, és 20 000 jószágot terelt haza. Sznofru délen és északon erődöket épített. Núbia északi részén, Buhennél megtalálhatók egy óbirodalmi város maradványai. A Sínai-félszigeten a III. dinasztia idején korábban már elfoglalt kőbányák mellett a magarai türkizbányák birtoklásáért folytatott háborút, e területen két egykorú dombormű tartalmazza a nevét. Nem állt meg azonban itt, hanem egészen Libanonig nyomult.

## Építkezései
Csak a piramisépítkezéseit ismerjük. Záhi Havássz szerint összesen négy, más szerzők szerint három piramist épített. A szeilai piramis volt az első. Ezt korábban a III. dinasztia piramisai közül valónak tartották. De a legújabb felfedezések szerint a szeilai piramis egyértelműen Sznofrué.  Két piramisa található Dahsúr mellett: a Tört falú piramis és a Vörös piramis. A negyedik, nevéhez kapcsolt piramis esetében nem eldönthető, hogy teljes egészében az ő nevéhez fűződik-e, vagy csak az építés valamelyik szakaszában vette át. (Mejdúmi piramis)

## Kereskedelmi expedíciói
Sznofru felismerte a kereskedelem jelentőségét. Ezért számos hajót építtetett, melyek között akadtak tengerjárók is. A Palermói Kő említ egy Bübloszba indított expedíciót, ahonnan különleges fát – alighanem cédrust vagy valamilyen tűlevelűt – hoztak a 13. uralkodási évében. Egyiptom meglehetősen híján volt a fának, és ami ott nőtt – például az akácia vagy a pálma – az építési tevékenységek többségéhez alkalmatlan. Az expedícióhoz felhasznált hajók is import fából készültek. Sznofru a Libanonból hozott cédrus egy részét arra használta, hogy hatalmas, több mint 50 méter hosszú hajót építsen belőle. Ez minden bizonnyal állami bárka lehetett, amit a király használt nílusi útjai során. Még ugyanabban az évben hatvan királyi tizenhatpár-evezős hajó is épült. A következő évben három újabb nagyméretű hajó épült különböző fafajtákból, és a királyi palota kapuinak elkészítéséhez is idegenből hozott fákat használtak. Ókori cédrusgerendákat Sznofru első dahsúri piramisában, a Tört Piramisban is találtak.